# Aoki Shūzō

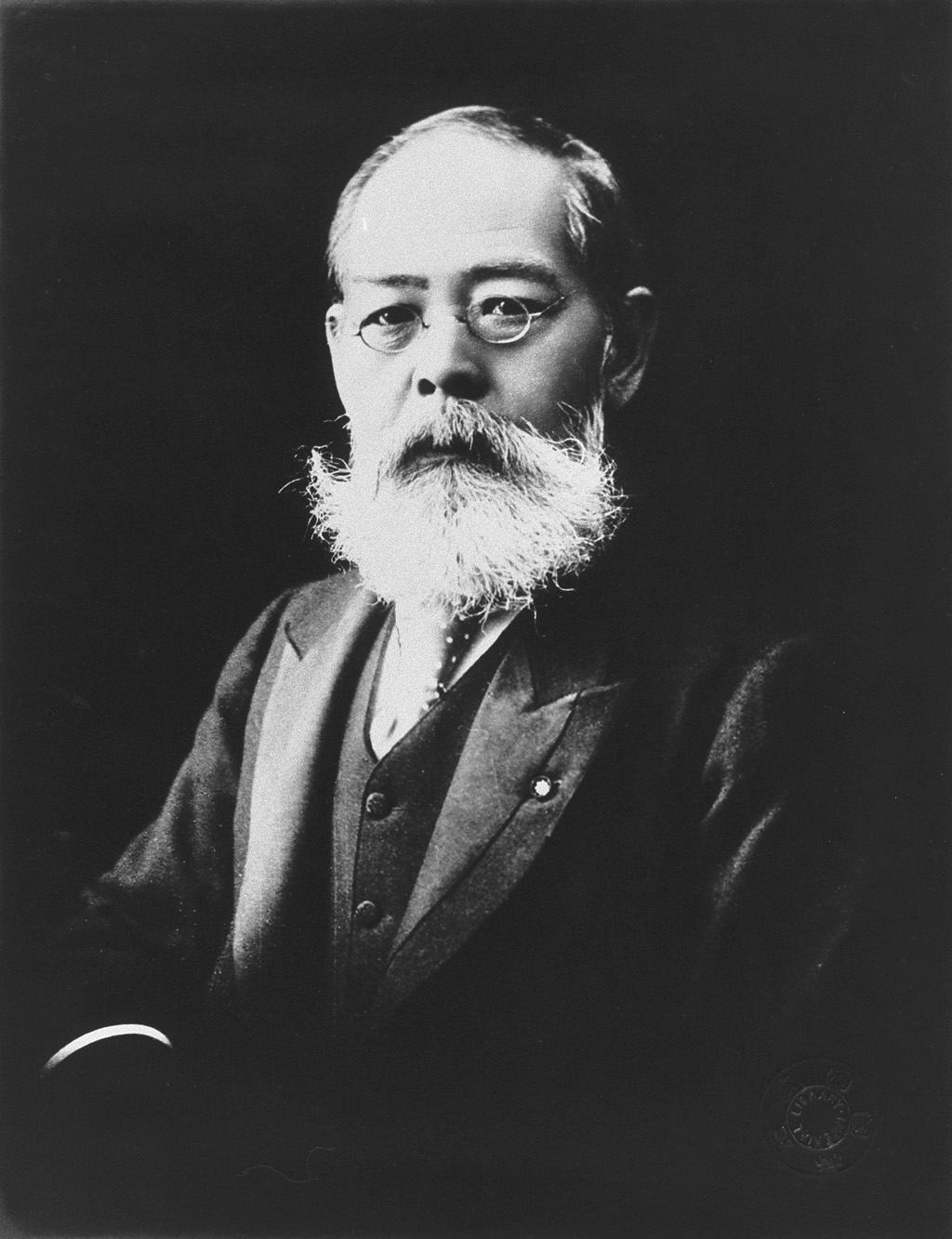
Aoki Shūzō

Shishaku Aoki Shūzō (japanisch 青木 周蔵; * 3. März 1844 in Ohabu-mura, Landkreis Asa, Provinz Nagato (heute: San’yō-Onoda, Präfektur Yamaguchi); † 16. Februar 1914 in Kōjimachi, Tokio) war ein japanischer Diplomat und Politiker mit besonderem Bezug zu Deutschland. 

## Leben
Aoki wuchs in Hagi auf, besuchte die dortige Han-Schule und studierte Medizin in Nagasaki. 1868 wurde er zum Studium nach Deutschland entsandt. Dort wechselte er zur Wirtschaftswissenschaft und Politik. 1872 wurde er zum Sprecher der japanischen Studenten in Norddeutschland. 1873 beriet er die Iwakura-Mission bei ihrem Besuch in Berlin. Nach Eintritt in das japanische Außenministerium wurde er 1874 Gesandter in Berlin, war es danach wieder 1880–1885 und 1892–1897. 
1887 wurde er nach dem japanischen Adelssystem des Kazoku in den Rang eines Shishaku (Vizegraf) erhoben. Aoki war mehrfach Außenminister: 1889–1891 im 1. Kabinett Yamagata, 1891 im 1. Kabinett Matsukata und 1898–1900 im 2. Kabinett Yamagata. Er wirkte erfolgreich mit bei der Aufhebung der Ungleichen Verträge Japans. Zum Ende seiner diplomatischen Laufbahn wurde er noch Botschafter in den Vereinigten Staaten.

## Familie und Nachkommen

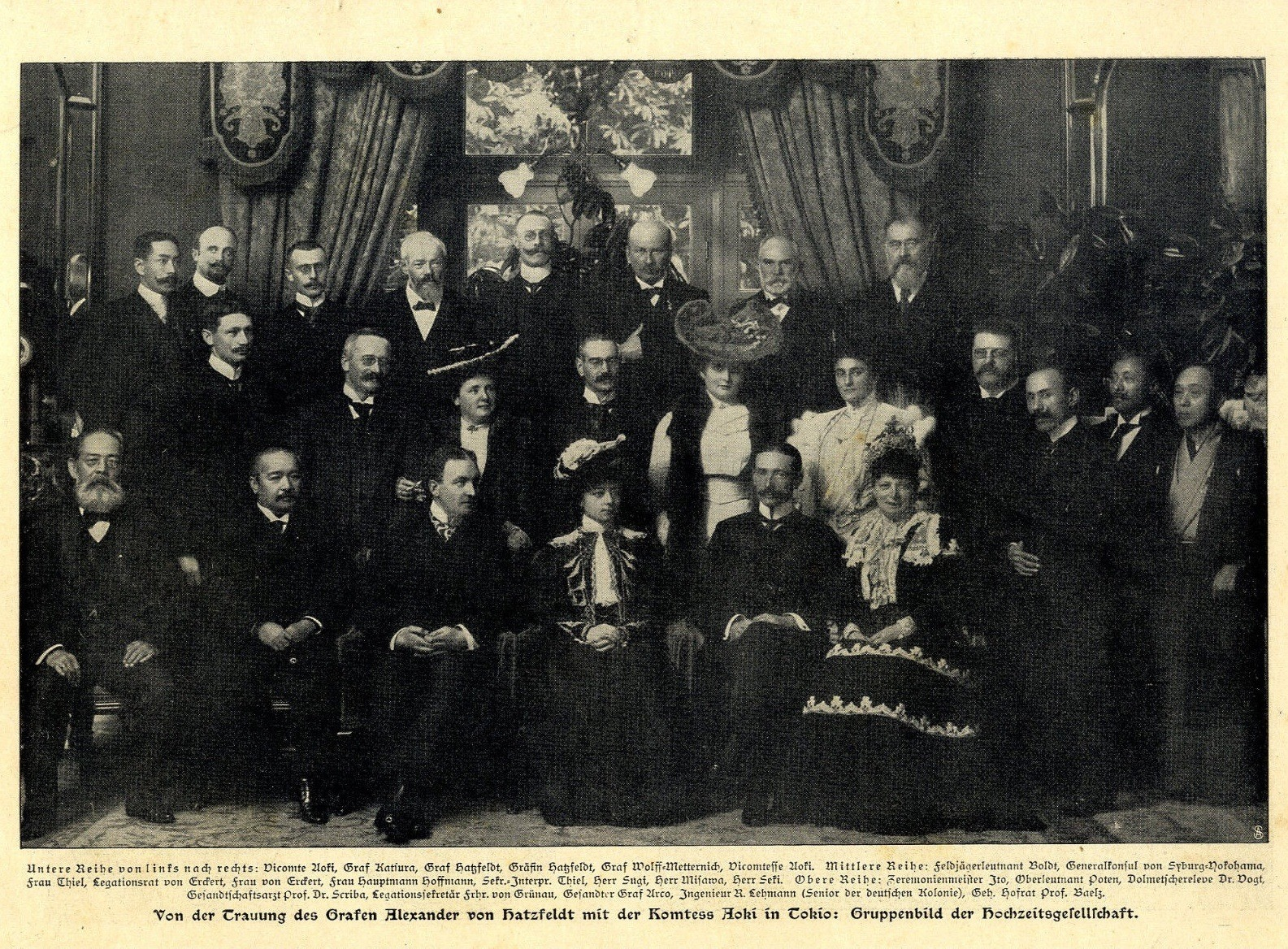
Die Hochzeit von Aokis Tochter Hanna und Graf Hatzfeldt im Jahr 1904

Aoki heiratete am 20. April 1877 in Bremen Elisabeth von Rhade (1849–1931). Elisabeth, die Tochter eines pommerschen Adeligen, wurde in Strippow geboren. Das Paar hatte eine Tochter:
Aoki Hanna (Hanako) (* 16. Dezember 1879; † 24. Juni 1953) ⚭ Alexander Graf von Hatzfeldt zu Trachenberg (1877–1953), den zweiten Sohn von Fürst Hermann von Hatzfeldt, Herzog zu Trachenberg.
Aoki starb 1914 in seinem Haus in Kōjimachi, Tokio, an den Folgen einer Lungenentzündung. Sein Grab befindet sich in Nasu, Tochigi. Seine Witwe starb am 5. April 1931 in München.
Über seine Tochter war er Großvater von Hissa Elisabeth Natalie Olga Ilsa Gräfin von Hatzfeldt zu Trachenberg (* 26. Februar 1906; † 4. Juni 1985), die 1927 in München Maria Erwin Joseph Sidonius Benediktus Franziskus von Sales Petrus Friedrich Ignatius Hubertus Johannes von Nepomuk Felix Maurus Graf von Neipperg (einen Urenkel des österreichischen Generals Adam Albert von Neipperg) heiratete. Erwin und Hissa hatten vier Kinder, deren männliche Linie inzwischen ausgestorben ist. Hissas Tochter Maria Hedwig Gabrielle Nathalie Benedicta Lioba Laurentia Gräfin von Neipperg (* 10. August 1929) heiratete Sir Anthony Williams, den britischen Botschafter in Argentinien während des Falklandkriegs.

## Knotenpunkt Berlin

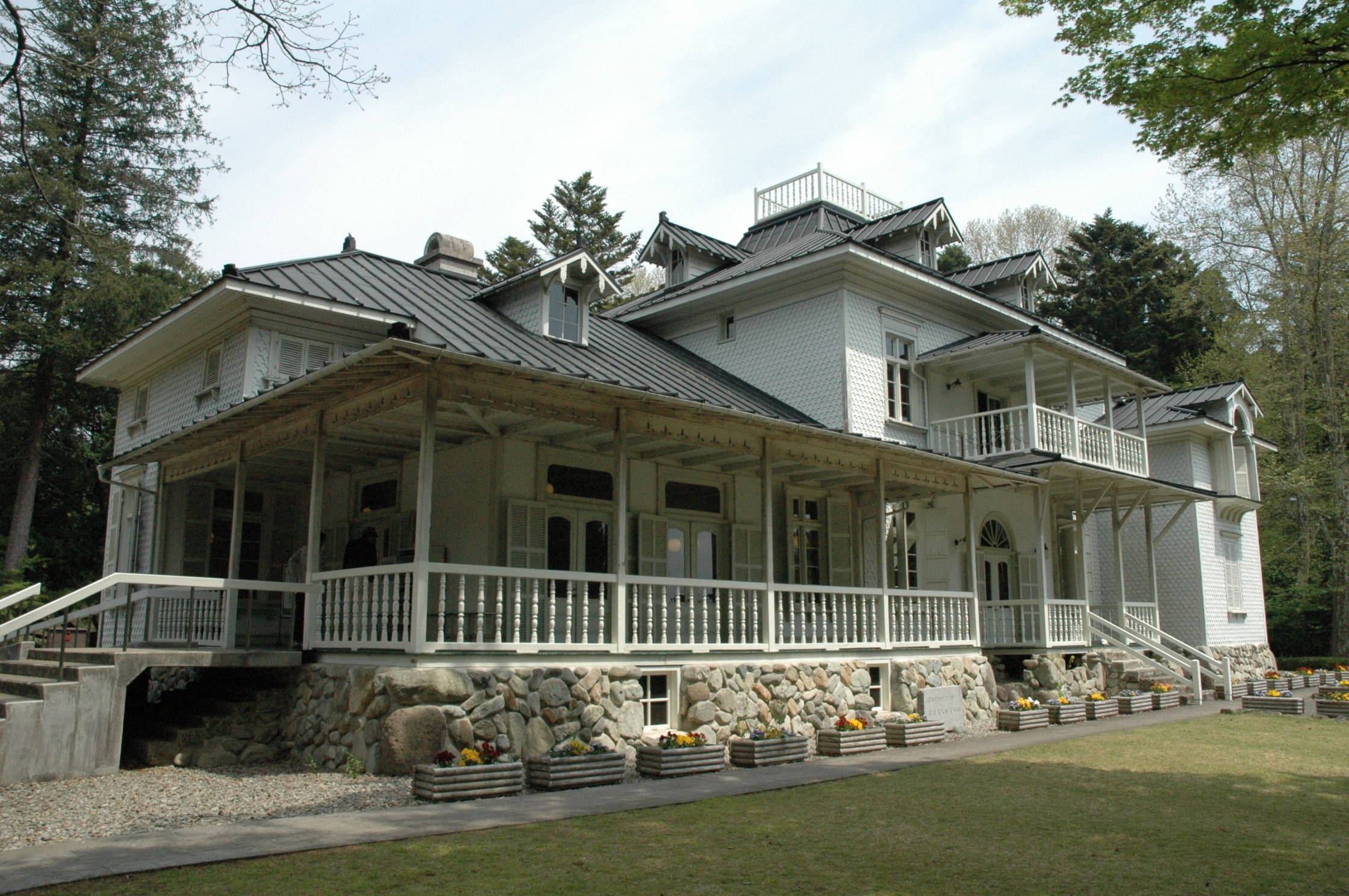
Aokis Landhaus in Nasushiobara

Aoki ließ sich 1888 von seinem Bekannten aus Berliner Zeiten, dem Architekten Matsugasaki Tsumunaga (1858–1921) ein Landhaus im westlichen Stil in Nasu (heute Stadt Nasushiobara, Präfektur Tochigi) erbauen. Dieses Haus wurde in den letzten Jahren aufwendig restauriert und in die Liste der Wertvollen Kulturgüter Japans aufgenommen. Matsugasaki war mit der Iwakura-Mission nach Berlin gekommen, studierte an der Technischen Hochschule Charlottenburg unter Hermann Ende und kehrte erst 1885 nach Japan zurück. In Japan vermittelte er Hermann Ende Bauaufträge, von denen u. a. das japanische Justizministerium ausgeführt wurde. Das Gebäude wurde in den letzten Jahren aufwendig restauriert. Matsugasaki empfahl Aoki 1888 als ersten Vorsitzenden der neu gegründeten Architekten-Vereinigung.